# HK417
HK417 — автоматическая винтовка калибра 7,62 мм, созданная на основе HK416 (5,56 мм).

## Описание

Солдат армии Австралии с винтовкой HK417 в Афганистане

Особенность винтовки — модульная конструкция, схожая с таковой у автоматической винтовки M16, но отличающаяся системой газоотводной автоматики с коротким ходом газового поршня, как у HK G36. Ствол запирается поворотом затвора на 7 боевых упоров. Органы управления и порядок сборки/разборки унаследованы от M16. Возможна стрельба одиночными выстрелами, либо непрерывными очередями. Ствол повышенной живучести выполнен методом холодной ковки и имеет резьбу для установки глушителя или дульного тормоза. Ствольная коробка сделана из алюминиевого сплава. Приклад — раздвижной телескопический. Для HK417 были специально разработаны полимерные прозрачные коробчатые магазины, позволяющие стрелку контролировать расход боеприпасов. Калибр винтовки 7,62х51 NATO.
Ещё одна особенность HK417 — возможность быстрой замены ствола пользователем с использованием минимального количества инструментов, благодаря чему достигается тактическая гибкость оружия. Аналогичными возможностями обладает и главный конкурент HK416/417 на международном рынке — бельгийский комплекс FN SCAR. Точность стрельбы одиночными составляет порядка одной угловой минуты при использовании «снайперского» ствола и соответствующих патронов.

## Варианты
- HK417:
  - 12″ «Assaulter» Model — «штурмовой» вариант со стволом длиной 305 мм;
  - 16″ «Recce» Model — вариант со стволом длиной 406 мм (стандартной или улучшенной обработки);
  - 20″ «Sniper» Model — «снайперский» вариант со стволом улучшенной обработки длиной 508 мм;
- MR308 (на американском рынке MR762) — самозарядный вариант HK417 для гражданского рынка.
  - G28 — вариант MR308 для военного применения[2].
  - M110A1 — облегченный вариант G28, принятый на вооружение Армии США в качестве марксманской винтовки[3].

## Страны-эксплуатанты
- Австралия
- Албания
- Бразилия
- Великобритания
- Германия
- Дания
- Ирландия
- Италия
- Нидерланды
- Норвегия
- Польша
- Россия
- США
- Турция
- Франция
- Швеция
- Япония